# Der Telegraph (Tageszeitung)

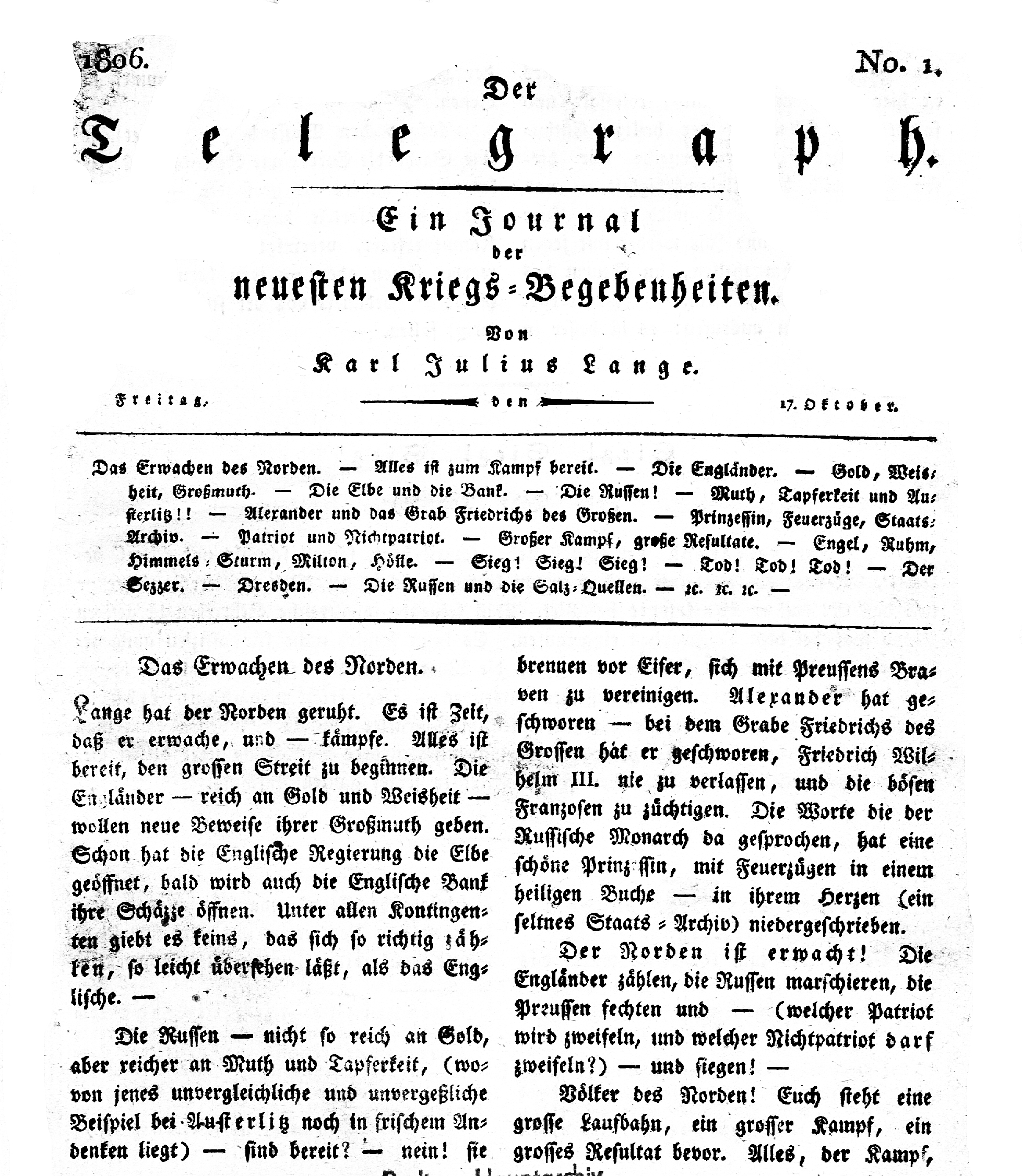
Erste Nummer des Telegraphen vom 17. Oktober 1806

Der Telegraph, Untertitel: Ein Journal der neuesten Kriegsbegebenheiten von Karl Julius Lange, war die erste, täglich erscheinende Zeitung Berlins.
Sie wurde vom 17. Oktober 1806 bis zum 3. Dezember 1808 ausgeliefert, auch an allen Sonn- und Feiertagen. 
Herausgeber Karl Julius Lange, eigentlich Simson Alexander David, stand anfänglich unter dem Einfluss der preußischen Behörden und plante eine Propaganda-Zeitung in deren Sinne, doch nach der Niederlage der preußischen Armee bei der Schlacht bei Jena und Auerstedt, die in Berlin am ersten Erscheinungstag des Telegraphen bekannt wurde, schwenkte er innerhalb von wenigen Tagen auf die Linie der französischen Besatzer um und machte das Blatt bis zum Abzug der französischen Armee aus Berlin (Frieden von Tilsit) zum wichtigsten und meistzitierten deutschsprachigen Sprachrohr Napoleons.

## Vorgeschichte

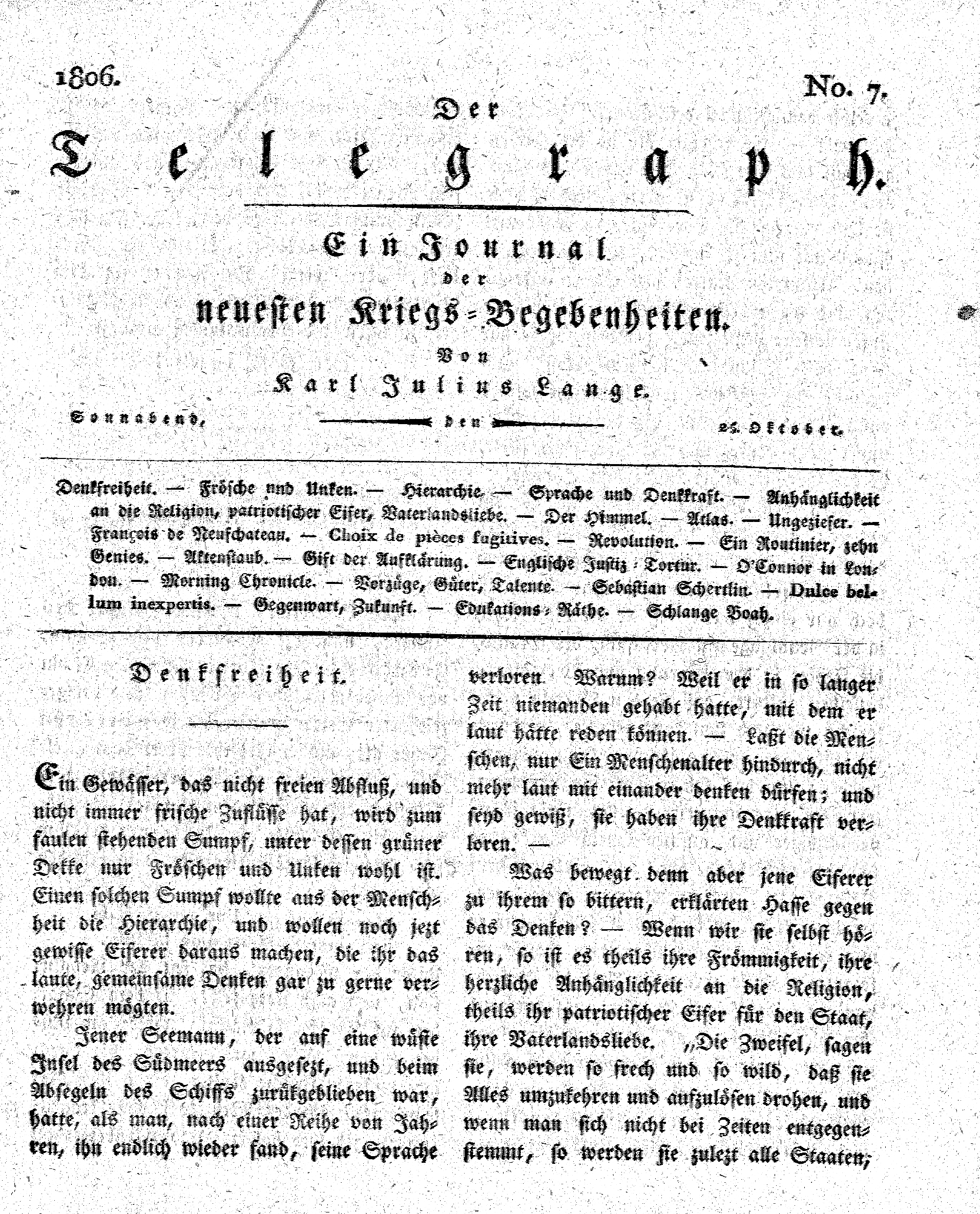
Aufsatz über „Denkfreiheit“ im Telegraphen vom 25. Oktober 1806, einen Tag vor Napoleons Ankunft in Berlin

Protegiert von Staatsminister Karl August von Hardenberg, hatte der sehr geltungsbedürftige Lange seit 1805 mehrere erfolglose Versuche gemacht, vom zuständigen Kabinettsministerium die Erlaubnis zur Gründung einer Tageszeitung zu erhalten. Die Behörden hielten die beiden bestehenden Berliner Blätter für ausreichend und waren gegenüber Lange ausgesprochen misstrauisch, da dieser mit seiner liberalen Deutschen Reichs- und Staatszeitung (Bayreuth, 1797–1799) zielstrebig die Zensur umgangen hatte, zwei Mal aus der Untersuchungshaft in Bayreuth geflohen war und einige Jahre in der Emigration in Dänemark (Altona) verbracht hatte, von geheimen Geldsendungen Hardenbergs notdürftig über Wasser gehalten. Begnadigt von König Friedrich Wilhelm III. und frustriert von seiner Existenz als freier Autor für schöngeistige Journale wie August von Kotzebues Der Freimüthige, oder Berlinische Zeitung für gebildete, unbefangene Leser, drängte Lange auf eine eigene Zeitung. Ende 1804 wurde ihm ein Blatt erlaubt, dass den Tageszeitungen ausdrücklich nicht Konkurrenz machen sollte und somit allenfalls mehrmals wöchentlich erscheinen konnte. Mit dem Nordischen Merkur. Ein Journal historischen, politischen und literarischen Inhalts (Januar bis September 1805) erregte Lange Aufmerksamkeit und beschäftigte so prominente Autoren wie Jean Paul, musste sich allerdings politisch so weitgehend zurückhalten, dass er den Titel im Herbst 1805 einstellte. Angestellt als Hilfskraft für Presseangelegenheiten im Kabinettsministerium, widmete sich Lange ab dem 21. Oktober 1805 seiner Zeitung Der Telegraph – ein Journal der neuesten Kriegsbegebenheiten. Die Zeitung machte wegen ihrer freimütigen und gut informierten Berichterstattung über den Dritten Koalitionskrieg zwischen Österreich und Frankreich sofort Sensation (das Hofpostamt orderte 400 Exemplare und plante schon den Absatz von 1000), musste auf Druck des sehr verärgerten österreichischen Gesandten Klemens Wenzel Lothar von Metternich aber schon nach wenigen Tagen eingestellt werden, da Lange die verheerende Niederlage der Österreicher bei Ulm hämisch kommentiert hatte („Wir sind Österreich (…) nicht einmal Trost schuldig.“) Gleichwohl wurde Lange kurz darauf ein weiterer Publikationsversuch gestattet. Im Januar 1806 erschien sein Deutscher Herold, Journal der neuesten Weltbegebenheiten. Da ihm von der Zensurbehörde jede persönliche Meinungsäußerung untersagt war, gab Lange auch diese Zeitschrift nach 77 Nummern schon im März wieder auf.

## Der Telegraphvon 1806 bis 1808

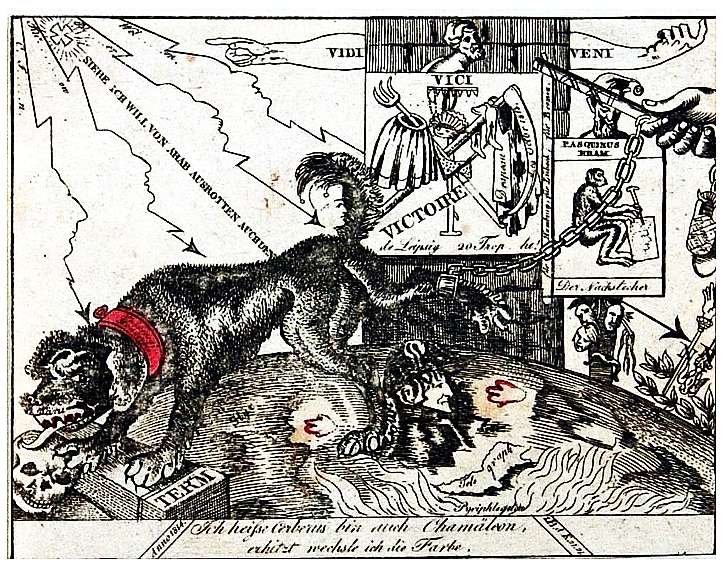
Zeitgenössische Karikatur auf den Telegraphen: Höllenhund Cerberus uriniert auf das Blatt und seinen Herausgeber

Als sich im Sommer 1806 der Krieg zwischen Preußen und Frankreich abzeichnete, wollten die Berliner Behörden auf publizistische Hilfe nicht verzichten und erteilten Lange im Oktober eine Lizenz für eine betont „vaterländische“ Tageszeitung. Der Staatsrat Johann Emmanuel von Küster empfahl Langes „Talent, Witz und gute Feder“ und erhoffte sich ein schlagkräftiges Propaganda-Organ. Die erste Nummer des Telegraphen vom Freitag, dem 17. Oktober 1806 soll tatsächlich mit größtem Interesse gelesen worden sein. Gleichzeitig mit der Auslieferung dieser Startnummer liefen jedoch erste Gerüchte von einer vernichtenden Niederlage der preußischen Armee in der Hauptstadt ein. Der Telegraph erschien zwar am 18. Oktober mit der Nr. 2, wegen der bangen Atmosphäre und dem politischen Durcheinander nicht jedoch in den folgenden beiden Tagen. Ab der Nummer 3 (21. Oktober 1806) gab sich Lange bereits vorsichtig-abwartend, und mit dem Einzug Kaiser Napoleons in Berlin am 26. Oktober wurde der Telegraph vollends zu einer Zeitung unter französischem Einfluss.
Napoleon persönlich, der in der Pressepolitik ähnlich modern dachte wie Hardenberg, hatte seinen Verwaltungschef Louis Pierre Édouard Bignon am 31. Oktober angewiesen, Lange das Angebot zu machen, eines Tages mit den Franzosen abziehen zu können und auf Staatskosten in Frankreich wohnen zu dürfen, falls er den Telegraphen zum täglichen Verlautbarungsorgan der Besatzer machte. Offensichtlich ließ sich der Journalist überzeugen, teils aus liberaler Überzeugung, teils aus Angst, da bekannt war, dass die Franzosen unliebsame Autoren harsch unterdrückten, bis hin zu Todesurteilen wie im Fall des Buchhändlers Johann Philipp Palm.
Fortan wurde der Telegraph zu einer der wichtigsten deutschen Tageszeitungen, gehasst und verehrt, vor allem aber viel gelesen und zitiert, wenn es darum ging, die (halbamtlichen) Ansichten der Besatzer zu dokumentieren. Der Bezugspreis betrug jährlich neun Taler, Einzelnummern von in der Regel vier Seiten wurden nur im Ausnahmefall für zwei Groschen verkauft. Zeitweise (ab 1. Mai 1808) erschien das Blatt in zwei täglichen Ausgaben (französisch/deutsch). Trotz der Protektion durch die Franzosen scheint Herausgeber Lange an dem Blatt nicht genug verdient zu haben: Anfang 1807 drohte ihm wegen unbezahlter Schulden Haft in der Berliner Hausvogtei.
Als der Telegraph am 29. Mai 1807 wahrheitsgemäß den Fall Danzigs meldete, drohten aufgebrachte Berliner Bürger, das Redaktionsbüro am Schlossplatz 2 zu stürmen. Lange musste von Soldaten geschützt werden und konnte fortan nur noch unter Bewachung durch die Stadt gehen. Gerüchteweise wollte er den Telegraphen bereits Anfang 1808 aufgeben, wurde von der französischen Besatzungsbehörde jedoch gedrängt, Herausgeber zu bleiben. Pläne, die Zeitung um eine „literarische Beilage“ zu erweitern, wurden nie verwirklicht, wohl auch deshalb, weil die Franzosen kein Interesse hatten, den halbamtlichen Charakter der Zeitung aufzugeben. Europaweite Schlagzeilen machte der Telegraph mit seiner Ausgabe vom 18. September 1808, als er einen von den Franzosen abgefangenen Brief des preußischen Staatsrats Heinrich Friedrich Karl vom und zum Stein abdruckte, woraus hervorging, dass Stein insgeheim einen Aufstand gegen die Franzosen schürte. Das Blatt wurde von einem preußischen Hauptmann eiligst nach Königsberg gebracht, um den dort residierenden Stein zu warnen, woraufhin dieser nach Böhmen flüchtete.
Tatsächlich zog Lange, der gewöhnlich eine französische Ziviluniform trug, am 3. Dezember 1808 mit den Franzosen aus Berlin ab, zunächst in die Festung Stettin, später nach Erfurt. Trotz gegenteiliger Ankündigungen erschien der Telegraph in beiden Städten nicht mehr. Auch ein Plan Napoleons, das Blatt in Düsseldorf erscheinen zu lassen, zerschlug sich.

## Publizistisches Echo
Der Telegraph wurde wöchentlich nach Königsberg an den dortigen preußischen Hof geliefert, versehen mit Anmerkungen des preußischen Staatsrats Johann August Sack, der im besetzten Berlin die preußischen Interessen vertrat. In den Jahren ihres Erscheinens sorgte die Zeitung für massive Empörung unter allen „vaterländischen“ Autoren bis hin zu Georg Wilhelm Friedrich Hegel, der damals die Bamberger Zeitung herausgab. Prominente Zeitgenossen wie Karl August Varnhagen von Ense, August von Kotzebue, Heinrich Friedrich Ludwig Rellstab und viele andere ereiferten sich in ihren Erinnerungen über den  Telegraphen, „nationale“ Schriftsteller wie Willibald Alexis und Clara Luise Mundt machten Lange zum negativen Helden in den Romanen Ruhe ist die erste Bürgerpflicht (1852) bzw. Napoleon und Luise (1860). Die Gräfin Julie Sophie von Schwerin räumte in ihren Memoiren ein, dass sie den Telegraphen anfangs gezwungenermaßen gelesen habe, dann jedoch aus Neugier bei der Lektüre geblieben sei: „...weil man doch täglich wissen musste, was man glauben sollte...“ Der Journalist galt seitdem – fälschlicherweise – als Inbegriff des Opportunisten, der innerhalb von Tagen seine Überzeugungen wechselt. Tatsächlich war Lange zeit seines Lebens Demokrat und geriet mit dieser Einstellung immer wieder mit der preußischen Regierung aneinander.

### Neue Verwendung des  Namens
Ähnlich wie im Falle des Berliner Tageblatts wurde auch der Traditions-Name "Berliner Telegraph" angeeignet für eine fragwürdige neue Plattform.